# Novemberstormen 1995
Novemberstormen 1995 eller 17 novemberstormen 1995 var en snöstorm, som kom från Nordsjön i mitten av november 1995. Den började på torsdagskvällen den 16 november och kulminerade på fredagsmorgonen därpå, då de södra och västra delarna av Sverige drabbades. Snöstormen avtog något på fredagseftermiddagen och försvann sedan från Sverige. Göteborg med omnejd förlamades helt av det kraftiga snöfallet och på grund av den hårda vinden som sopade igen allt som röjdes och gav upphov till oframkomliga drivor, delvis på grund av att man inledningsvis tyckte att snöröjningen kunde vänta tills det hade snöat färdigt. Först på tisdagen den 21 november var trafiksituationen helt återställd till "normal".
Snöovädret har inte minst uppmärksammats för de väldigt stora snödjupen i norra Götaland, något som är mycket sällsynt i november.

## Snödjup
De största snödjupsökningarna under ovädret fram till den 17 november uppmättes i Molla (45 cm) och Alingsås (42 cm). De mer extrema snödjupen under nästkommande dagar återfanns i Ödeshög där det mättes 85 cm på morgonen den 18 november och upp till 98 cm den 19 november. Sedan mätningarna började 1905 noterades flera snödjupsrekord för november.
| Ort       | 1995          | Tidigare rekord      |
| --------- | ------------- | -------------------- |
| Göteborg  | 25 centimeter | 11 centimeter (1965) |
| Borås     | 40 centimeter | 27 centimeter (1925) |
| Skara     | 35 centimeter | 20 centimeter (1977) |
| Jönköping | 32 centimeter | 24 centimeter (1965) |
| Linköping | 35 centimeter | 27 centimeter (1917) |
| Västervik | 30 centimeter | 30 centimeter (1905) |

## Trafik
Flera träd blåste omkull. Trafiken drabbades hårt, många blev sittande i sina bilar och det tog lång tid att få hjälp (mobiltelefoni hade vid denna tid precis börjat bli vanligt, men långt ifrån alla hade det). Skoldagen blev inställd för många barn, och folk kunde inte ta sig till sina arbeten.

## Sport
Även sporten drabbades och tvingades flytta på flera evenemang till andra dagar, då klubbarnas resor till och från bortamatcher försvårades. Basketligan fick flytta matcher från fredagskvällen till de kommande dagarna och Novemberkåsan kunde på grund av snön inte köras den kommande söndagen, 19 november, som planerat, utan fick skjutas fram till december.

### Fotnoter
1. 1 2  ”Snöfallet i Norra Götaland 16-17 november 1995 | SMHI”. www.smhi.se. https://www.smhi.se/kunskapsbanken/meteorologi/omfattande-snofall/snofallet-i-norra-gotaland-16-17-november-1995-1.130755. Läst 21 november 2024.
2. ↑  sidan 9 - svenska Arkiverad 27 juli 2014 hämtat från the Wayback Machine. (PDF; 2,7 MB)
3. ↑  Expressen 17 november 2005, accessdate: 24 July 2014